# Neocoelidia diabola
Neocoelidia diabola är en insektsart som beskrevs av Knull 1942. Neocoelidia diabola ingår i släktet Neocoelidia och familjen dvärgstritar. Inga underarter finns listade i Catalogue of Life.